# To Roy
To Roy ist ein Jazzalbum von Oliver Lake und William Parker. Die am 14. Januar 2014 in New York City entstandenen Aufnahmen erschienen am 2. Januar 2015 auf Intakt Records.

## Hintergrund
Der Kontrabassist William Parker und der Altsaxophonist Oliver Lake sind Veteranen der Creative-Jazz-Szene New Yorks. In den 1970er-Jahren gehörten sie zu den prägenden Gestalten des damaligen Loft-Jazz in Downtown Manhattan. Einer ihrer wichtigsten Mitmusiker war der Trompeter Roy Campbell, der am 9. Januar 2014 verstorben ist und dem sie dieses Album auch im Titel widmeten. Nachdem Lake und Parker im Januar 2012 im Rahmen des Intakt-Festivals ein Konzert im New Yorker Veranstaltungsort The Stone gespielt hatten, folgten sie der Einladung des Labels, ihr erstes gemeinsames Album in den Pater Karl Studios in Brooklyn aufzunehmen. Beide Musiker steuerten hierzu Kompositionen bei.

## Titelliste
- Oliver Lake, William Parker – To Roy (Intakt CD 243)[2]

1. Variation on a Theme of Marvin Gaye (Parker) 5:19
2. Check (Lake) 4:54
3. Is It Alright? (Lake) 3:42
4. Bisceglia (Parker) 5:05
5. Flight Plan (Lake) 4:11
6. Victor Jara (Parker) 5:21
7. 2 of Us (Lake, Parker) 4:03
8. Bonu (Lake) 6:05
9. Net Down (Lake) 3:31
10. Light over Still Water Paints a Portrait of God (Parker) 5:04
11. To Roy (Lake, Parker) 2:54

## Rezeption

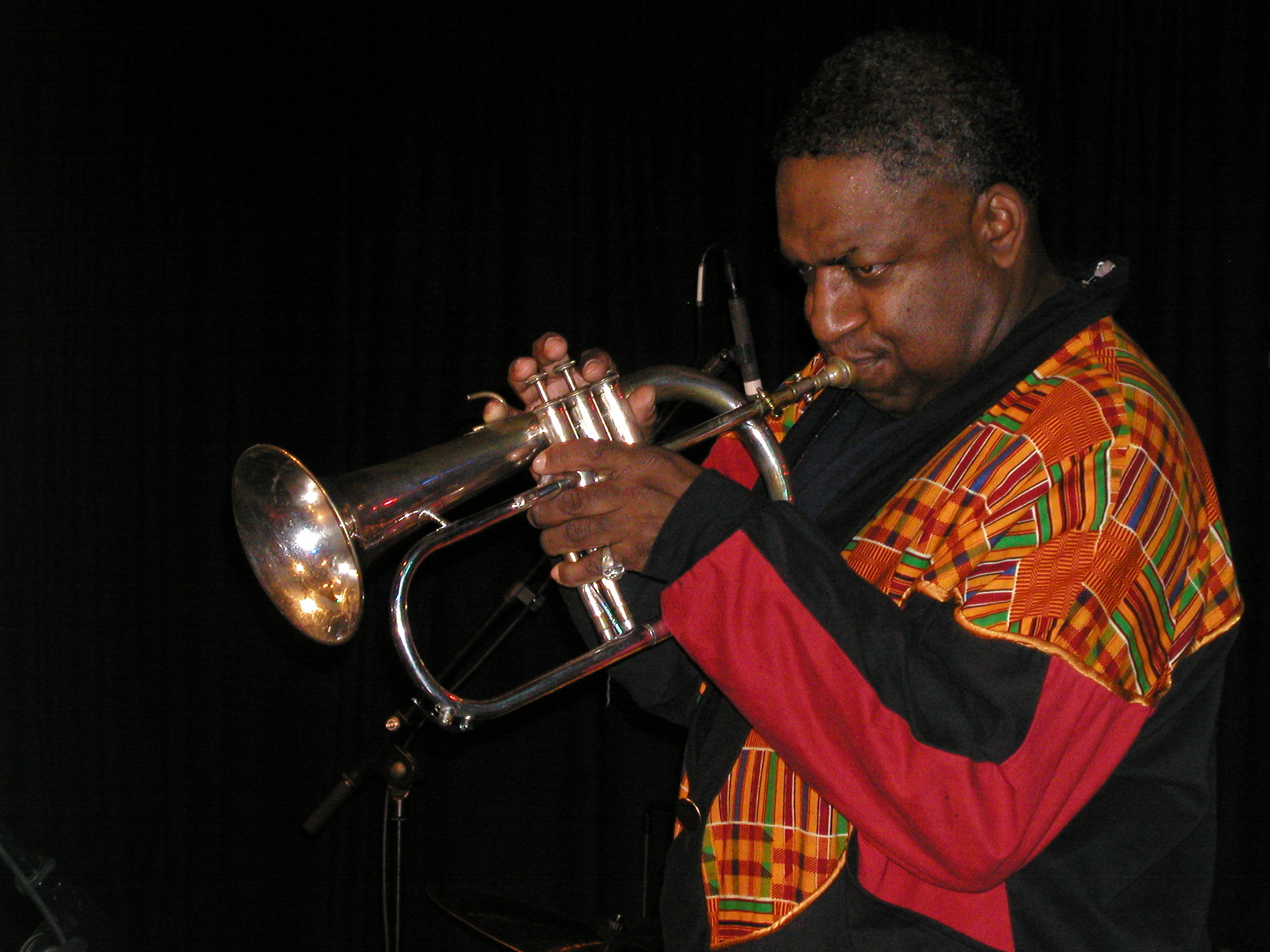
Roy Campbell (2008)

Nach Ansicht von Glenn Astarita, der das Album in All About Jazz rezensierte, handle es sich um eine eng fokussierte Begegnung, bei der die Musiker durch großzügige Improvisationen zahlreiche Call-and-Response-Aktivitäten durchführten. Lakes klingende Obertöne und Parkers fließende Artikulationen würden Blues-Motive, frei kultivierte Dialoge und klangvolle Melodien umfassen, während sie zwischen lebhaftem Zusammenspiel und reichlich expressionistischen Plattformen wechseln. Manchmal erzeugten sie Bilder von der Entdeckung mystischer Korridore zusammen mit schwankenden Tempi und gefühlvollen Unisono-Refrains, während sie Passagen mit Rubato-Rahmen in den Mix integrieren. Bei dieser leidenschaftlichen Hommage an Campbell Jr. gehe es einfach darum, dass zwei Meister das tun, was sie am besten können.
Das Duo würde die attraktive Besetzung aus Altsaxophon und Arcobass voll ausschöpfen, meinte John Sharpe (All About Jazz). Lakes bittersüßer Alt sei im Post-Ayler-Bereich angesiedelt und mische eine knurrende Stimmlage, kehliges Kreischen und tonale Manipulation zu einem lebendigen Diskurs. Parkers resonanter Bass wiederum würde die oft skelettartige Untermalung liefern, obwohl er die Grundlagen mit nachdenklichen Beilagen und perkussiven Wirbeln ausschmückt. Aber es sei die enge Verbindung zwischen den einzelnen Zeilen, die sowohl das Interesse als auch die Spannung erzeuge. Die enge Abstimmung dominiere die Eröffnungs-„Variation on a Theme of Marvin Gaye“ des Bassisten. Vielleicht überraschend verzichtete der abschließende, gemeinsam improvisierte Titelsong auf Klagelieder und setze stattdessen auf ein vitales, ungewöhnliches Staccato-Wechselspiel, das mehr über ihre Zukunft als über die Vergangenheit aussage.
Die Musiker des Loft-Jazz hatten die Dogmen des Free Jazz der 1960er-Jahre hinter sich gelassen, hieß in der Neuen Zürcher Zeitung. Wohl hätten sie weiterhin frei improvisiert, doch ohne sich Harmonien, Swing und Melodien kategorisch zu verweigern. Parker und Lake würden den Faden weiterspinnen. Der Kontrabassist bringe in kraftvollen Ostinato-Figuren seinen sonoren Ton zur Geltung. Wenn er zum Bogen greife, würde er oft ins höhere Register wechseln, um einen Schwarm heller Obertöne zu erzeugen oder sein Instrument in dissonanter Free-Jazz-Manier knarren und kreischen zu lassen. Oliver Lake antworte mit druckvoll-robustem Spiel, in dem die gesamte Jazz-Moderne präsent sei, selbst in der größten Abstraktion bleibe die Verwurzelung im Blues spürbar. Im Duo der beiden lebe der kreative Geist der New Yorker Downtown-Szene fort.